# Gouverneur (Inde)
 (avril 2023).
En Inde, un gouverneur est à la tête d'un des vingt-neuf États. Les territoires sont administrés par un lieutenant-gouverneur (Delhi, Puducherry et Andaman-et-Nicobar) ou un administrateur (autres territoires).
Dans les États et les deux territoires où une Assemblée législative existe, les pouvoirs du gouverneur ou lieutenant-gouverneur sont principalement honorifiques et le pouvoir exécutif est exercé par le ministre en chef responsable devant l'Assemblée.
Les gouverneurs et lieutenants-gouverneurs sont nommés par le président de l'Inde, sur recommandation du premier ministre de l'Inde, pour un mandat de cinq ans.

## Sélection
L'article 157 de la Constitution de l'Inde prévoit que les gouverneurs doivent être citoyens indiens et âgés d'au moins 35 ans. En outre, ils ne peuvent pas être membre du Parlement ou de la législature d'un État ni exercer d'autres fonctions.
Un gouverneur est normalement nommé pour cinq ans mais le président de l'Inde peut le révoquer à tout moment.

### Pouvoirs

#### Pouvoir exécutif
La Constitution prévoit que tous les pouvoirs exécutifs du gouvernement d'un État sont exercés au nom du gouverneur mais ils sont en réalité exercé par le conseil des ministres de l'État.
Le gouverneur nomme le ministre en chef et, sur sa proposition, les autres ministres du gouvernement de l'État. Le conseil des ministres est responsable devant l'Assemblée législative et, selon les conventions du système de Westminster, le gouverneur nomme et maintient en fonction un ministre en chef qui jouit de la confiance de l'Assemblée.
Le gouverneur nomme par ailleurs, sur la proposition du ministre en chef, l'avocat général et le président de la Commission de la fonction publique de l'État. Il est en outre consulté par le président sur la nomination des juges des Hautes Cours et cours de district.

#### Pouvoir législatif
Le gouverneur est chargé de convoquer et proroger les sessions de la législature de l'État. Il peut dissoudre l'Assemblée législative. Toutefois, il n'agit que sur la proposition du ministre en chef qui jouit de la confiance de l'Assemblée.
Chaque année, le gouverneur ouvre la session législative par un discours dans lequel il décrit les politiques du gouvernement de l'État. Il est chargé de promulguer les lois adoptées par la législature mais dispose d'un droit de véto suspensif.
Le gouverneur a également le pouvoir, sur proposition du conseil des ministres, d'adopter des ordonnances provisoires pendant les périodes dans lesquelles la législature n'est pas en session.

#### Pouvoir d'urgence
Dans le cas où l'appareil constitutionnel de l'État ne peut plus fonctionner, le gouvernement central peut temporairement suspendre le gouvernement d'un État. Dans ce cas, le pouvoir exécutif de l'État relève directement du gouverneur et plus du conseil des ministres.

## Liste des gouverneurs

### États
| État               | Gouverneur              | Gouverneur        |
| État               | Nom                     | Depuis le         |
| ------------------ | ----------------------- | ----------------- |
| Andhra Pradesh     | S. Abdul Nazeer         | 20 février 2023   |
| Arunachal Pradesh  | K. T. Parnaik           | 16 février 2023   |
| Assam              | Gulab Chand Kataria     | 22 février 2023   |
| Bengale-Occidental | C. V. Ananda Bose       | 23 novembre 2022  |
| Bihar              | Rajendra Arlekar        | 18 février 2023   |
| Chhattisgarh       | Biswabhusan Harichandan | 22 février 2023   |
| Goa                | P. S. Sreedharan Pillai | 15 juillet 2021   |
| Gujarat            | Acharya Devvrat         | 22 juillet 2019   |
| Haryana            | Bandaru Dattatreya      | 25 août 2018      |
| Himachal Pradesh   | Shiv Pratap Shukla      | 18 février 2023   |
| Jharkhand          | C. P. Radhakrishnan     | 18 février 2023   |
| Karnataka          | Thawar Chand Gehlot     | 11 juillet 2021   |
| Kerala             | Arif Mohammad Khan      | 6 septembre 2019  |
| Madhya Pradesh     | Mangubhai C. Patel      | 8 juillet 2021    |
| Maharashtra        | Ramesh Bais             | 18 février 2023   |
| Manipur            | Anusuiya Uikey          | 22 février 2023   |
| Meghalaya          | Phagu Chauhan           | 18 février 2023   |
| Mizoram            | Kambhampati Hari Babu   | 19 juillet 2021   |
| Nagaland           | La. Ganesan             | 20 février 2023   |
| Odisha             | Raghubar Das            | 19 octobre 2023   |
| Pendjab            | Banwarilal Purohit      | 31 août 2021      |
| Rajasthan          | Kalraj Mishra           | 9 septembre 2019  |
| Sikkim             | Lakshman Acharya        | 16 février 2023   |
| Tamil Nadu         | R. N. Ravi              | 18 septembre 2021 |
| Télangana          | Tamilisai Soundararajan | 8 septembre 2019  |
| Tripura            | Indrasena Reddy         | 19 octobre 2023   |
| Uttarakhand        | Gurmit Singh            | 15 septembre 2021 |
| Uttar Pradesh      | Anandiben Patel         | 29 juillet 2019   |

### Territoires
| Territoire                            | Lieutenant-gouverneur ou administrateur | Lieutenant-gouverneur ou administrateur |
| Territoire                            | Nom                                     | Depuis le                               |
| ------------------------------------- | --------------------------------------- | --------------------------------------- |
| Îles Andaman-et-Nicobar               | Devendra Kumar Joshi                    | 8 octobre 2017                          |
| Chandigarh                            | Banwarilal Purohit                      | 31 août 2020                            |
| Dadra et Nagar Haveli et Daman et Diu | Praful Khoda Patel                      | 26 janvier 2020                         |
| Delhi                                 | Vinai Kumar Saxena                      | 26 mai 2022                             |
| Jammu-et-Cachemire                    | Manoj Sinha                             | 7 août 2020                             |
| Lakshadweep                           | Praful Khoda Patel                      | 5 décembre 2020                         |
| Pondichéry                            | Tamilisai Soundararajan                 | 18 février 2021                         |